# Holothuria aemula
Holothuria aemula is een zeekomkommer uit de familie Holothuriidae.
De wetenschappelijke naam van de soort werd in 1914 gepubliceerd door Carel Philip Sluiter.